# تومويا فوكوموتو
تومويا فوكوموتو (باليابانية: 福元友哉) هو لاعب كرة قدم ياباني، ولد في 17 يوليو 1999 في كاناغاوا في اليابان.

## وصلات خارجية
- تومويا فوكوموتو على موقع رابطة كرة القدم اليابانية للمحترفين (اليابانية)
- تومويا فوكوموتو على موقع قاعدة بيانات كرة القدم.إي يو (الإنجليزية)
- تومويا فوكوموتو على موقع Soccerway.com (الإنجليزية)
- تومويا فوكوموتو على موقع عالم كرة القدم.نت (الإنجليزية)